# Buslijn 71 (Brussel)

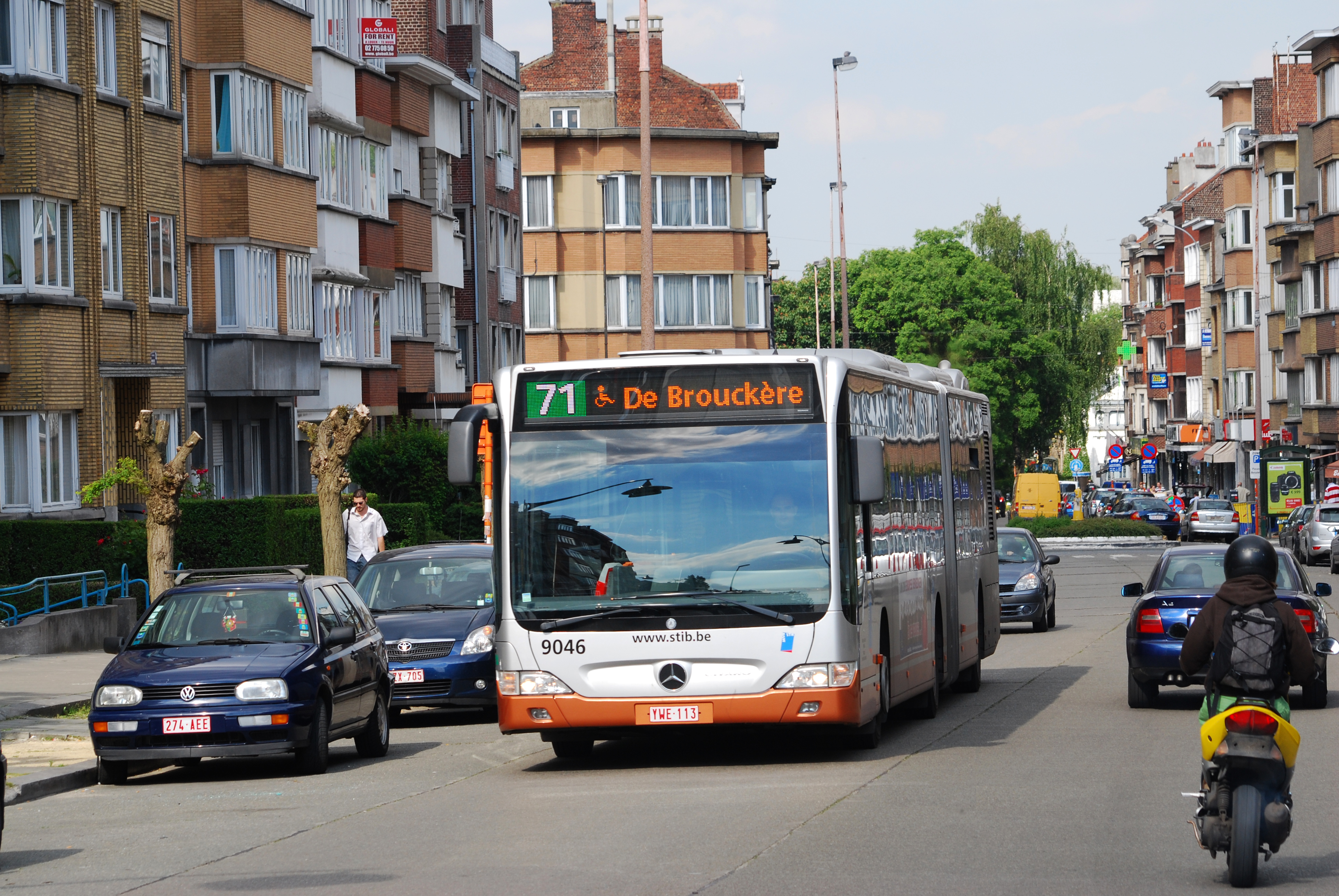
Bus 71 in de straten van Brussel

Buslijn 71 is een buslijn in het Brussels Hoofdstedelijk Gewest en doet de gemeentes Brussel, Elsene, Etterbeek en Oudergem aan. Ze wordt zoals alle stadslijnen in Brussel geëxploiteerd door de MIVB. 
Een verre voorloper van de lijn werd al in 1907 op proef ingesteld met gemotoriseerde autobussen die de omnibussen met paarden vervingen op het traject Beurs - Gemeenteplein Elsene, maar omdat de tijd nog niet rijp was voor een volwaardige autobus werd de lijn weer afgeschaft in 1913.
De huidige lijn verbindt het centrum van Brussel (De Brouckère) met de dichtbevolkte wijken van de gemeente Elsene en heeft als terminus het metrostation Delta. Daarbij passeert ze langs het station Brussel-Centraal, de Naamsepoort, de Vijvers van Elsene bij het Flageyplein, de VUB en ULB en de begraafplaats van Elsene. Na de opening van de eerste metrolijn nam de lijn in belangrijkheid toe omdat een aantal tramlijnen naar het centrum bij de komst van de metro vervielen of werden ingekort. Ook kreeg de lijn zijn eindpunt bij het Station Delta waar nu metrolijn 5 stopt. 
Het is de drukste buslijn van de stad Brussel met meer dan 8,5 miljoen reizigers per jaar en kampt dan ook met een capaciteitsprobleem. De ritten worden uitgevoerd met een frequentie tussen de 5 en 10 minuten en het materieel dat ingezet wordt zijn bijna allemaal gelede bussen van het type Mercedes Citaro G. De lijn was in 1985 de eerste Brusselse buslijn waarop gelede bussen werden ingezet van het toenmalige type Van Hool AG280. Er werden ook tests uitgevoerd met nog langere bussen om de capaciteit te verhogen, maar die reden zich vast in het verkeer. 
Het was de eerste buslijn van de MIVB die volledig aangepast was aan het bedienen van personen met een beperkte mobiliteit. Alle bussen en haltes zijn hieraan aangepast sinds 2005.
In 2013 gaf het de Brusselse regering de toelating tot het (gedeeltelijk) omvormen van buslijn 71 tot een tramlijn tussen Delta en de Naamsepoort. Bedoeling is een definitief einde stellen aan de capaciteitsproblemen op de lijn. Medio 2015 moeten de werken van start gaan, om de tramlijn te kunnen openen in 2017. Op dit moment liggen er al tramsporen tussen de ULB en het Flageyplein. De plannen om sporen aan te leggen in onder andere de Elsensesteenweg, stuitten echter op protest bij onder andere de Elsense gemeenteraad en het is niet meer zeker of de tram er wel komt. Uiteindelijk moet de tramlijn 71 ook doorgelegd worden in noordelijke richting om zo door het centrum te rijden, langs Thurn en Taxis te passeren en bij het metrostation Bockstael te stoppen.